# Renée Estevez
Pour les articles homonymes, voir Estevez.
Renée Estevez, née le 2 avril 1967 à New York (États-Unis), est une actrice américaine.

## Biographie
Renée est la fille de l'artiste Janet Templeton et de l'acteur Martin Sheen et la nièce de Joe Estevez. Elle est aussi la sœur des acteurs Emilio Estevez, Ramon Estevez et Charlie Sheen.

## Filmographie

### Cinéma
- 1987 : L'Arme fatale (Lethal Weapon) de Richard Donner : une prostituée mineure (uniquement dans la version director's cut)
- 1988 : Et si on le gardait (For Keeps?) : Marnie
- 1988 : Massacre au camp d'été 2 (Sleepaway Camp 2: Unhappy Campers) : Molly Nagle
- 1989 : Marked for Murder : Justine
- 1989 : Forbidden Sun : Elaine
- 1989 : Intruder : Linda
- 1989 : Fatal Games : Betty Finn
- 1990 : Moon 44 : une cadre
- 1992 : Running Wild : Aimée
- 1992 : JF partagerait appartement (Single White Female) : La candidate parfaite
- 1993 : Deadfall : la nana de Baby
- 1993 : Paper Hearts : Kat
- 1993 : Good Girls Don't : Jeannie
- 1994 : Endangered
- 1995 : Red Shoe Diaries 5: Weekend Pass : Une soldat
- 1996 : Loose Women : une lady maquillée
- 1996 : The War at Home : Brenda
- 1996 : Entertaining Angels: The Dorothy Day Story : Lilly Batterham
- 1998 : Scar City : une flic #2
- 1998 : La Famille Addams : Les Retrouvailles (Addams Family Reunion) : Blonde Sharon
- 1998 : No Code of Conduct : une officier d'investigation
- 1999 : A Murder of Crows : une reporter #2
- 1999 : Hors-la-loi (Stranger in the Kingdom) : Julia Hefner
- 2001 : Le Courtier du cœur (Good Advice) : une hôtesse de l'air
- 2002 : Out of These Rooms : Renee
- 2003 : Going Down : Cathy
- 2003 : Milost Mora : Ana Lukovic
- 2005 : Astrothrill : Sandy et Gale
- 2010 : The Way, la route ensemble : Doreen
- 2015 : The Kustomonsters Movie : Gale

### Télévision

#### Séries télévisées
- 1986 : CBS Schoolbreak Special : Max
- 1987 : Quoi de neuf docteur ? (Growing Pains) : Robin
- 1987 : MacGyver : Kelly Henderson (saison 2, épisode 19 "L'échappée belle")
- 1990 : ABC Afterschool Special : Becky
- 1999-2006 : À la Maison-Blanche (The West Wing) : Nancy
- 2000-2001 : JAG : P.O. Daniels / Lieutenant Crandall
- 2002 : Division d'élite (The Division) : Une collègue de Shelby

#### Téléfilms
- 1986 : Shattered Spirits : la fille au téléphone
- 1987 : The Room Upstairs (en) : Susan
- 1991 : Présumé Coupable (Guilty Until Proven Innocent) : Carol MacLaughlin
- 1991 : Deadly Silence : Zanna Young
- 1992 : La Mort au bout des doigts (Touch and Die) : Emma
- 1993 : En quête de justice (en) (A Matter of Justice) : Carole
- 1999 : Cyclone (Storm) : Andrea McIntyre